# Chapper
Chang Il Kim (født 31. juli 1973) bedre kendt som Chapper er en dansk-koreansk skuespiller, tv-vært og sanger. Han startede som vært på flere børneprogrammer på DR. Han har siden haft et samarbejde med Pharfar og har lavet både tv og musik med ham. Han medvirkede i og sang titelnummeret på julekalenderen Julestjerner og har dannet musikgruppen Humørekspressen.

## Karriere
Han blev kontaktet af DR mens han var grafiker, for at prøve ham på skæmen. Han blev vært på på Hvaffor en hånd og siden Fandango. Han medvirkede også i Blå Barracuda i segmentet "Temli' Væmli'". Sammen med Sebastian Klein var han vært på Julefandango' i 2006.
Sammen med Pharfar lavede han satireprogrammet Chapper & Pharfar.
I 2012 medvirkede han i tv-julekalenderen Julestjerner i rollen som Pallesen. Sammen med Jimmy Jørgensen og Annika Aakjær sang han titelnummeret "Stjernestøv".
I 2012 medvirkede han i anden sæson af Vild med Comedy, hvor han blev coachet af Torben Chris.
I 2017 dannede han musikgruppen Humørekspressen sammen med bl.a. Pharfar og Klumben. Chapper spiller bas i gruppen. De fik i første omgang succes med nummeret "Godter på vej" og har vundet flere priser ved Dansktop Prisen. Gruppen deltog i Dansk Melodi Grand Prix 2019 med sangen "Dronning af Baren". I 2020 blev deres sang "Solhverv" et stort hit, efter Lord Siva lavede en coverversion af nummeret.

## Filmografi

### Film
- Gayniggers from Outer Space (1992, kortfilm) - Asiat
- Araki: The Killing of a Japanese Photographer (2003, kortfilm) - Araki
- Kinamand (2005) - Zhang
- Der var engang en dreng (2006) - Snehvides vejservice
- Anja og Viktor - i medgang og modgang (2008) - Grillmand

### Tv-serier
- Hvaffor en hånd (2002) - vært
- Blå Barracuda (2003-2004) - vært på "Temli' Væmli'"
- Fandango (2004) - vært
- Helt Sikkert DR (2005) (sammen med Pharfar)
- Julefandango (2006) - vært (sammen med Sebastian Klein)
- Normalerweize (2007-2011, 2 episoder) - Kineser
- Chapper & Pharfar (2009)
- Zulu djævleræs (2009, 2 episoder)
- Kristian (2009, 1 episode) - far i "Bruce Lee"
- Fjernsyn fra da far var dreng (2010, 1 episode)
- Vild med Comedy (2012, 4 episoder)
- Julestjerner (2012, 25 episoder) - Pallesen

## Diskografi
Tormod Holm & Chapper
- Chappers Hiphop Manual (2008)

Chapper & Pharfar
- 100% (2009)

Med Humørekspressen
- En Lille Én (2017)
- Til Ære for alle (2019)

### Gæsteoptræden
- "Afro Nambo" (kor) fra Karen Mukupas album Dreamer  (2009)